# Trossos de l'Obaga
Els Trossos de l'Obaga és una partida rural del terme municipal de Conca de Dalt, a l'antic terme d'Hortoneda de la Conca, al Pallars Jussà, en territori que havia estat de la caseria dels Masos de la Coma.
Estan situats al sud dels Masos de la Coma, al centre de la Coma d'Orient, a banda i banda del Clot de la Ginebrosa, al costat meridional de la Borda d'Isabel i de la Pista dels Masos de la Coma.
La partida dels Trossos de l'Obaga consta de 2,5966 hectàrees de pinedes i trossos improductius.